# Eimeldingen

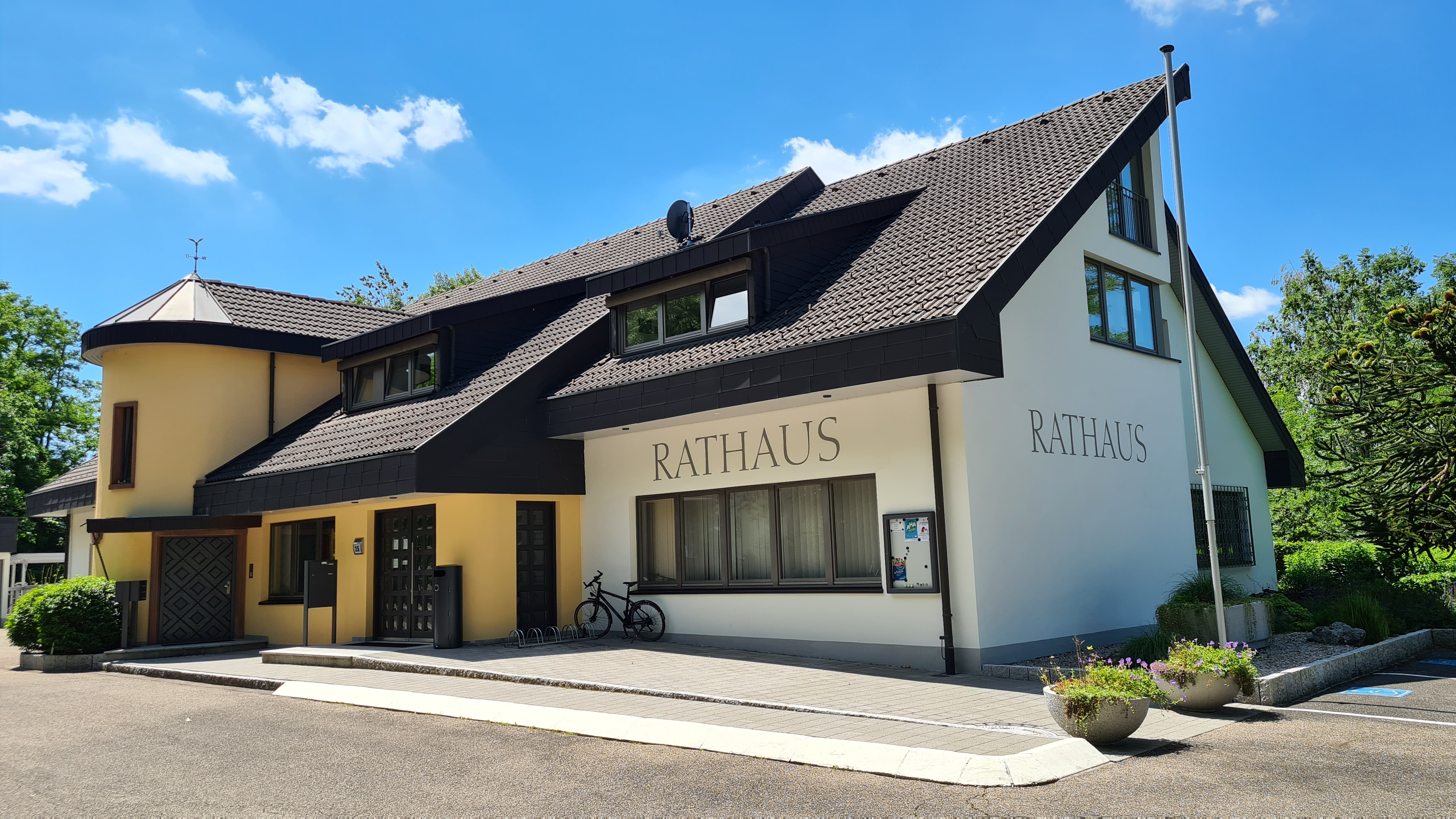
Neues Rathaus, Hauptstr. 25, Eimeldingen

Eimeldingen ist eine Gemeinde im Landkreis Lörrach in Baden-Württemberg. Zur Gemeinde Eimeldingen gehören außer dem gleichnamigen Dorf keine weiteren Ortschaften. Der Ort ist Mitglied im Gemeindeverwaltungsverband Vorderes Kandertal mit Sitz in Binzen.

## Geografie
Eimeldingen liegt im äußersten Südwesten Deutschlands, etwa zwei Kilometer von der französischen und etwa acht Kilometer von der Schweizer Grenze entfernt. Durch den Ort fließt die Kander, die wenige Kilometer weiter in den Oberrhein mündet.

## Nachbargemeinden
Die Gemeinde grenzt im Norden an Efringen-Kirchen und Fischingen, im Osten an Binzen und im Süden an die Stadt Weil am Rhein.
Die nächstgrößeren Orte sind neben Weil am Rhein Lörrach und Basel.

## Geschichte
Die früheste bekannte urkundliche Erwähnung datiert von 764. Der Ort wurde damals Agimotingas (= bei den Angehörigen des Agimot) genannt. Damals kaufte Abt Fulrad von der Abtei Saint-Denis bei Paris von einem fränkischen Grafen Güter im Breisgau, darunter auch solche in Eimeldingen. Im weiteren Verlauf der Geschichte findet sich eine Vielzahl von Ortsbezeichnungen als Verballhornung des ursprünglichen Namens Agimotingas (z. B. Eymatingen, Eymoltingen etc.) Die Landeshoheit kam an die Edelfreien von Rötteln und von diesen an die Markgrafen von Hachberg-Sausenberg. Die niedere Gerichtsbarkeit war seit 1394 im Besitz der Reich von Reichenstein, die sie 1431 an den Markgrafen Wilhelm von Hachberg-Sausenberg verkauften. Spätestens 1515 waren die Markgrafen von Baden (Erben der Nebenlinie Hachberg-Sausenberg) alleinige Ortsherren mit allen Herrschaftsrechten. Der Ort gehörte zum Weiler Viertel des Oberamts Rötteln. Größter Grundbesitzer in Eimeldingen war das Heilig-Geist-Spital in Basel. Zu den übrigen Grundbesitzern gehörten auch die Basler Kommenden der Deutschordensritter und der Johanniter.

## Einwohnerentwicklung
- 1991: 1588 Einwohner
- 1995: 1992 Einwohner
- 2000: 2151 Einwohner
- 2005: 2285 Einwohner
- 2010: 2439 Einwohner
- 2015: 2516 Einwohner
- 2020: 2532 Einwohner
- 2021: 2526 Einwohner

## Religion

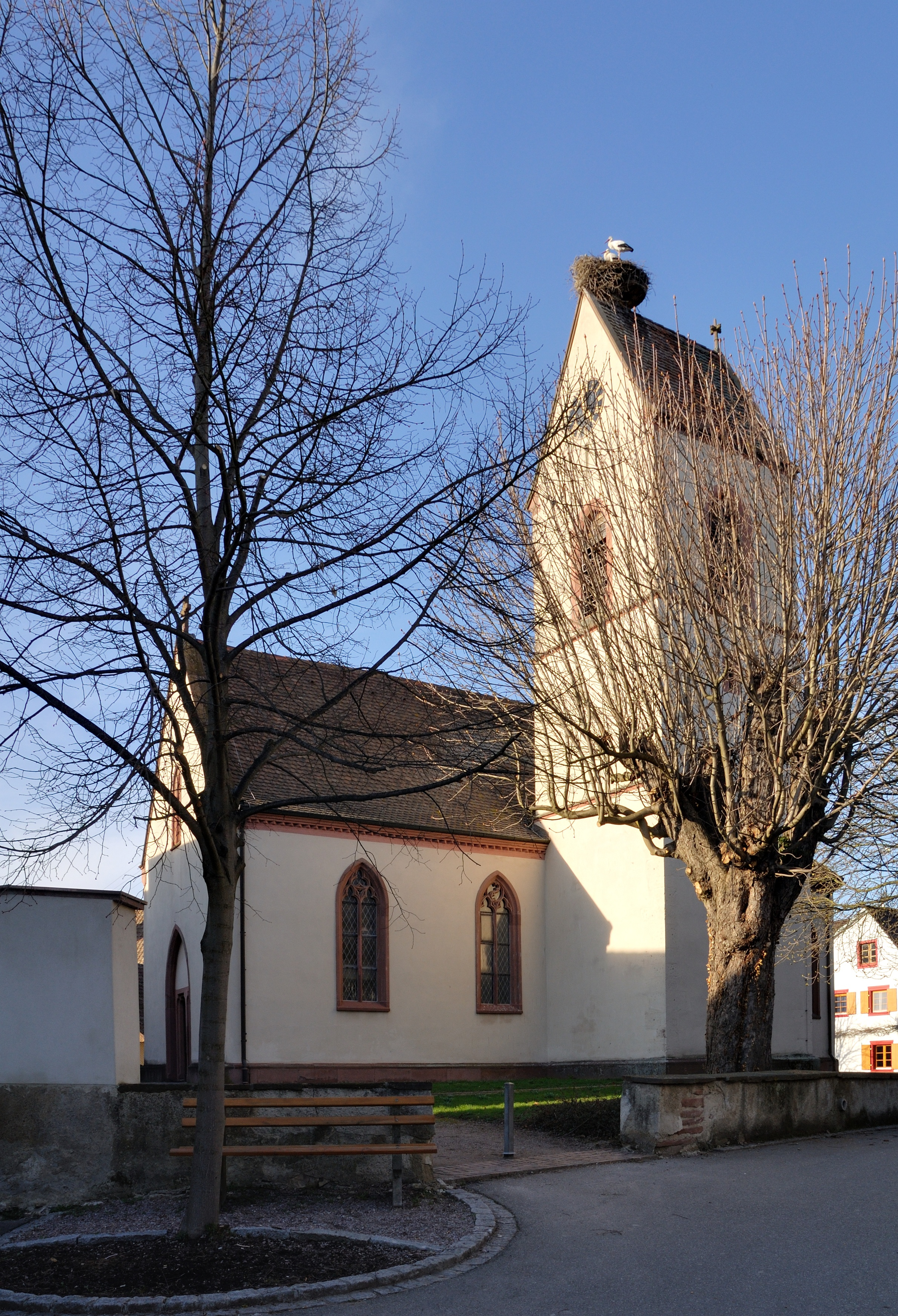
Evangelische Kirche Eimeldingen

Da der Ort zur Markgrafschaft Baden-Durlach gehörte wurde auch hier 1556 die Reformation eingeführt und Eimeldingen ist seither evangelisch geprägt. Auch heute gibt es lediglich evangelische Kirchengemeinden im Ort. Die wenigen katholischen Gläubigen werden von Weil am Rhein aus betreut.
Eine Besonderheit in Eimeldingen ist die durch die Musikband DMMK (DieMusikMeinerKirche) im deutschsprachigen Raum bekannte Freie Evangelische Gemeinde (FeG Rebland G5meineKirche). Das Veranstaltungszentrum G5Forum bietet mehr als 750 Sitzplätze. Die im Jahr 2000 gegründete Gemeinde hat mit ihren ca. 500 – 600 Gottesdienstbesuchern sehr gut besuchte Gottesdienste. Seit Januar 2022 hat sie sich dem Missionswerk Awakening Europe angeschlossen.

## Politik

### Verwaltungsverband
Die Gemeinde gehört dem Gemeindeverwaltungsverband Vorderes Kandertal mit Sitz in Binzen an.

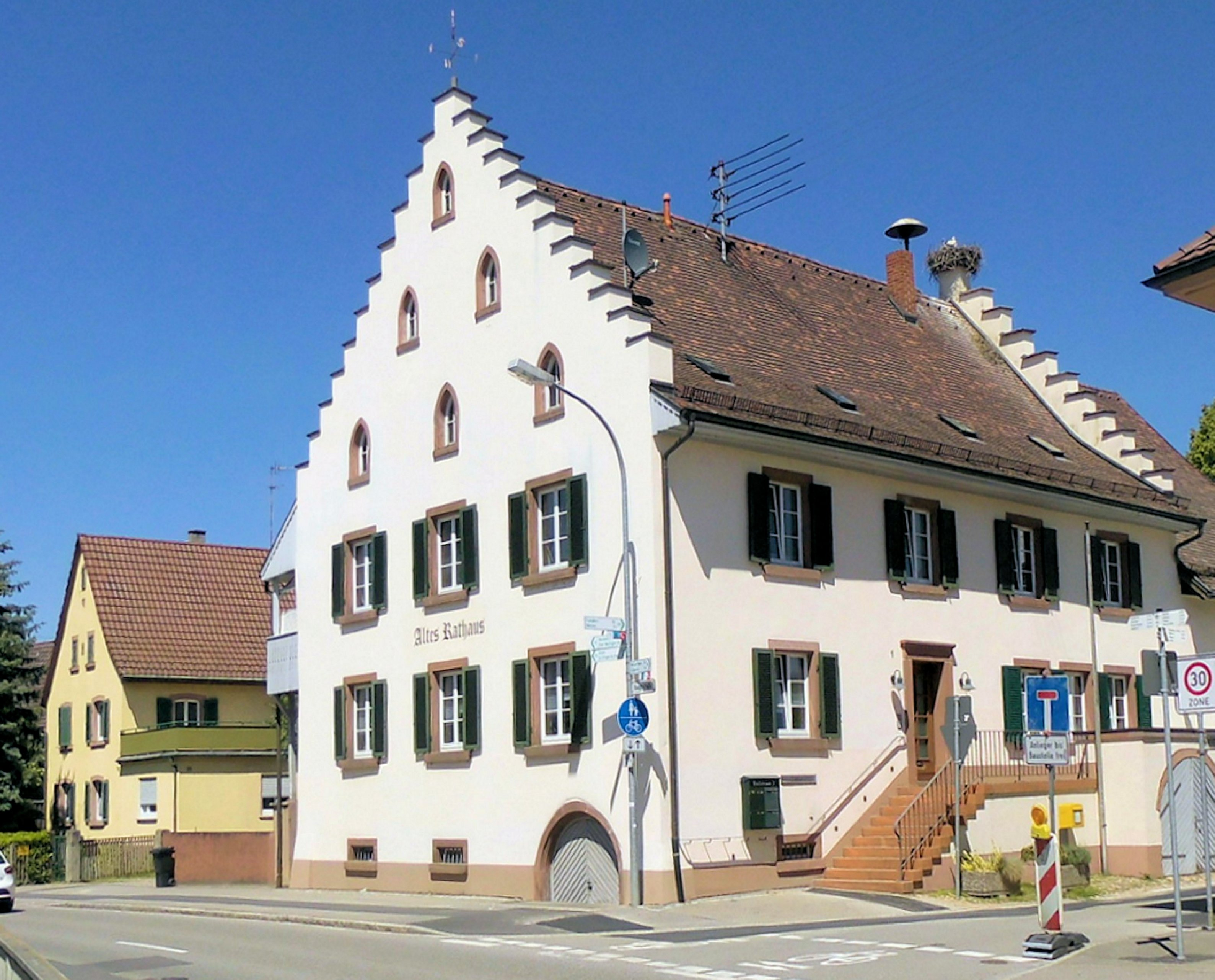
Altes Rathaus, Dorfstr.1 Eimeldingen

### Gemeinderat
Bei der Kommunalwahl am 9. Juni 2024 wurde bei einer Wahlbeteiligung von 60,6 % durch Mehrheitswahl aus einer Einheitsliste 10 Gemeinderäte gewählt.

### Bürgermeister
- 1993–2009 Hansjörg Rupp
- 2009–2017 Manfred Merstetter
- seit 2017 Oliver Friebolin

Am 27. November 2016 wurde Oliver Friebolin mit 73,9 Prozent der Stimmen zum Bürgermeister gewählt. Amtsinhaber Merstetter erhielt lediglich 16,7 Prozent der Stimmen. Am 1. Dezember 2024 wurde Friebolin mit 91,4 Prozent der Stimmen für eine zweite Amtszeit wiedergewählt.

### Wappen
Blasonierung: „In gespaltenem und halbgeteiltem Schild vorne das badische Wappen, hinten oben in Blau eine goldene Garbe, unten in Silber an einem liegenden grünen Rebzweig eine grüne Traube mit zwei Blättern.“
Die gold-rote vordere Hälfte verweist auf die Zugehörigkeit zu Baden, die Garbe auf den Getreideanbau und die Rebe auf den Weinbau, beide bedeutende Wirtschaftszweige im Ort. Das Wappen wurde in dieser Form 1911 angenommen.

## Sehenswürdigkeiten
Die ältesten Teile der evangelischen Kirche Eimeldingen stammen von 1450; ihre Ursprünge lassen sich bis ins 8. Jahrhundert zurückverfolgen.

## Wirtschaft und Infrastruktur

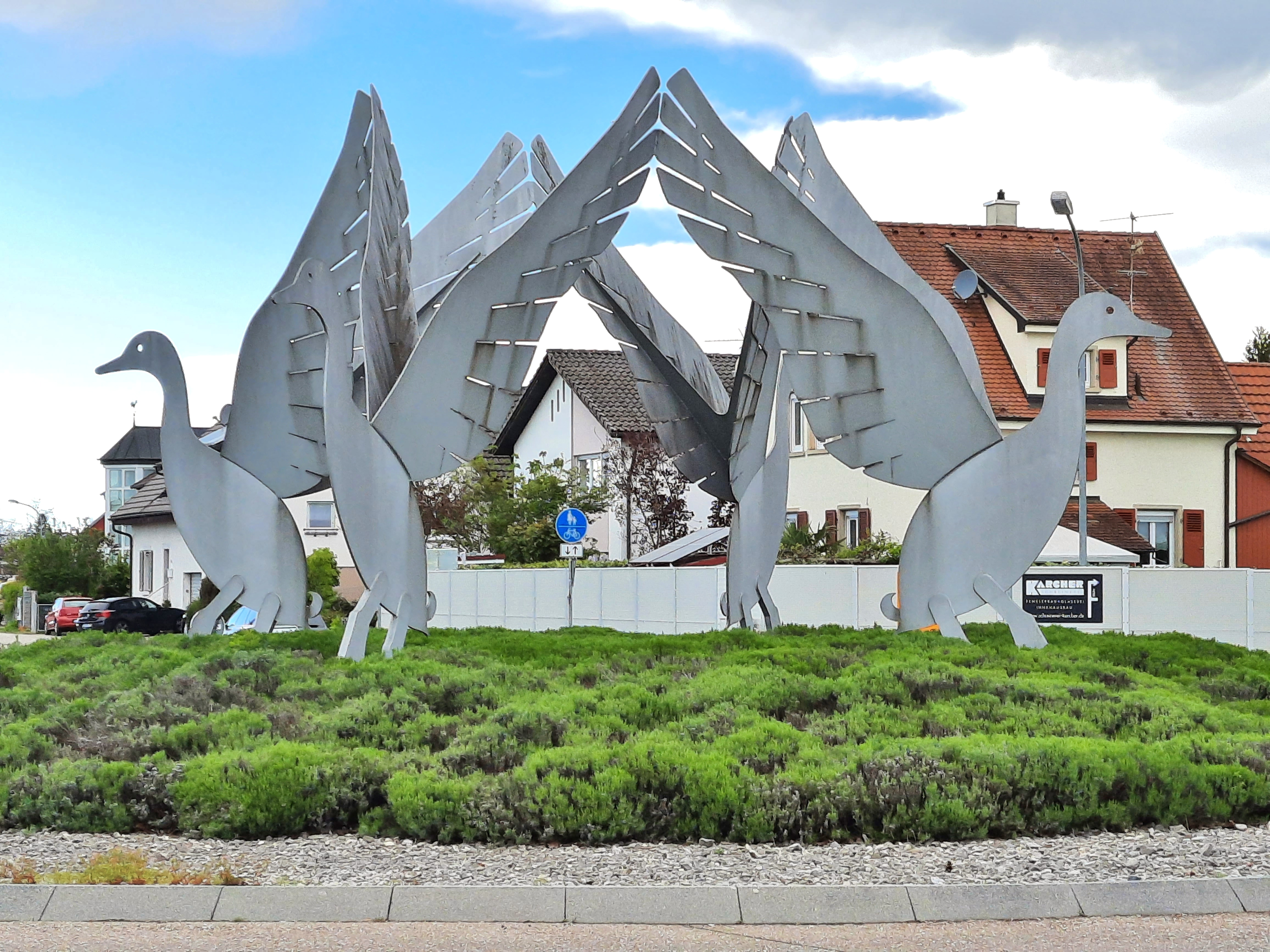
Entenportal am südlichen Ortseingang von Eimeldingen. Skulptur von Tanja Bürgelin-Arslan.

### Verkehr
Die Gemeinde ist mit der Anschlussstelle Eimeldingen der Bundesautobahn 98 (Weil am Rhein–Stockach) gut an das Fernstraßennetz angeschlossen. Durch den Ort führt außerdem die Bundesstraße 3 (Buxtehude–Weil am Rhein). Der Haltepunkt Eimeldingen liegt an der Rheintalbahn (Mannheim–Offenburg–Basel).
In Eimeldingen gibt es zudem drei Bushaltestellen, die regelmäßig von Bussen des Regio Verkehrsverbund Lörrach angefahren werden.
Durch eine Alltagsroute aus dem Radnetz Baden-Württemberg ist Eimeldingen über Haltingen mit Weil am Rhein und über Efringen-Kirchen, Bad Bellingen und Schliengen mit Müllheim im Markgräflerland verbunden.
Durch Eimeldingen verläuft der Badische Weinradweg, der sieben der neun badischen Weinanbaugebiete verbindet. Er beginnt in Grenzach-Wyhlen und führt über Schweizer Gebiet, Alt-Weil (Weil am Rhein Ost) und Binzen nach Eimeldingen und weiter über Efringen-Kirchen und oberhalb des Rheintals nach Schliengen. Sein Ziel ist Laudenbach im Norden Baden-Württembergs.
Der Kleine Dreilandradweg führt rund um das Dreiländereck. 

### Bildung
Eimeldingen verfügt über eine eigene Grundschule und je einen kommunalen und evangelischen Kindergarten.

### Feuerwehr
Die Freiwillige Feuerwehr Eimeldingen wurde 1926 gegründet. Heute besteht sie aus drei Abteilungen und ungefähr 60 Mitgliedern [Stand 2012].

## Persönlichkeiten
Der deutsch-dänische Diplomat Conrad Biermann von Ehrenschild wurde in Eimeldingen geboren. Der Fußballtrainer Christian Streich, geboren 1965 im benachbarten Weil am Rhein, ist in Eimeldingen aufgewachsen.